# Narsdorf
Narsdorf är en ortsteil i staden Geithain i Landkreis Leipzig i förbundslandet Sachsen i Tyskland. Narsdorf var en kommun fram till den 1 juli 2017 när den uppgick i Geithain. Narsdorf hade 1 659 invånare 2017.